# Anton von Hohberg und Buchwald
Pour les articles homonymes, voir Buchwald.
Anton von Hohberg und Buchwald (né le Wismar 21 septembre 1885 à Wismar et assassiné le 2 juillet 1934) était un membre du parti nazi, SS et officier de la Reichswehr. Il a été assassiné lors de la nuit des Longs Couteaux.
Anton baron von Hohberg und Buchwald est le troisième des quatre fils du propriétaire terrien de Prusse-Orientale Hans Erdmann Heinrich Bruno Gottlob Christoph von Hohberg und Buchwald (né le 8 mars 1849 à Striegendorf et mort le 10 juin 1901 à Görlitz) et Anna von Lowtzow (de) (née le 1er mai 1857 à Rensow ; † 2 avril 1940 à Pilzen (de)). Après avoir été scolarisé, il poursuit d'abord une carrière d'officier de cavalerie dans l'armée prussienne, où il est promu Rittmeister. 
Officier de cavalerie dans l’armée impériale pendant la Première Guerre mondiale, il en démissionna à la fin du conflit en 1918 pour se retirer dans son manoir familial de Dulzen. Il a fait partie des grands propriétaires terriens prussiens ruinés qui bénéficiaient des aides de l'État.
Il fut marié avec Gertrud von Rheinbaben qui est la fille du ministre prussien de l'intérieur et des finances Georg von Rheinbaben. Ils divorcèrent après le duel d'Anton avec Horst von Blumenthal qu'elle finit par épouser. Hohberg épouse ensuite épousé en secondes noces Lonny von Bernuth (née le 12 février 1892 à Berlin) le 26 juin 1913. Ils divorcent le 7 juillet 1923. Le 22 mai 1925, Hohberg épouse en troisièmes noces Carola baronne von Schimmelmann (de) (née le 14 novembre 1881 à Wesel et morte le 4 mai 1961 à Malente-Gremsmühlen). Ils divorcent en 1929.
Il rejoignit le parti nazi en 1930 et fit partie de l'équipe à la tête de la Prusse orientale autour de Erich von dem Bach-Zelewski avant d'en partir ne s'entendant plus avec lui.
Le 14 mai 1934, il fut démis de son poste de SS–Oberabschnittsreiterführer (chef SS de cavalerie). Durant la nuit des Longs Couteaux, n'étant pas à son manoir familial, la date exacte de son assassinat n'est pas connue. Il fut l'un des rares SS assassinés  et sûrement le plus haut dignitaire SS à subir cela.
Son assassin Erich von dem Bach-Zelewski fut condamné le 16 janvier 1961 à quatre années et demi de prison pour cet acte.